# Florindo
Der beglückte Florindo (HWV 3) är en opera komponerad av Georg Friedrich Händel på beställning av Reinhard Keiser, chef för operan i Hamburg. Premiären ägde rum i januari 1708. Troligen leddes föreställningen från cembalon av Christoph Graupner.
Operan var den första i en tvådelad opera där den andra hette Die verwandelte Daphne avsedd att spelas kvällen efter. Keiser infogade ett skådespel på lågtyska kallat Die lustige Hochzeit eftersom han trodde att publiken annars skulle bli uttråkad. Enligt Rolland var Händel inte nöjd med denna komplettering. Endast delar av partituret finns bevarat, men en kopia av librettot finns i Library of Congress.
Librettot skrevs av Hinrich Hinsch, en advokat som också skrev texten till Händels första opera i Hamburg Mehmet II (1696), baserad på Mehmet II:s liv. 